# Oms
Oms (katalanisch gleichlautend) ist eine französische Gemeinde mit 354 Einwohnern (Stand 1. Januar 2022) im Département Pyrénées-Orientales in der Region Okzitanien. Sie gehört zum Arrondissement Céret und zum Kanton Les Aspres.

## Nachbargemeinden
Nachbargemeinden von Oms sind Montauriol im Norden, Llauro im Nordosten, Vivès im Osten, Céret im Südosten, Reynès im Süden, Taillet im Westen und Calmeilles im Nordwesten.

## Bevölkerungsentwicklung
| Jahr      | 1962 | 1968 | 1975 | 1982 | 1990 | 1999 | 2013 |
| Einwohner | 177  | 160  | 165  | 225  | 228  | 268  | 324  |

## Sehenswürdigkeiten
- Pfarrkirche Saint-Jean (12./13. Jahrhundert)